# Phomopsis cotoneastri
Phomopsis cotoneastri är en svampart som beskrevs av Punith. 1973. Phomopsis cotoneastri ingår i släktet Phomopsis och familjen Diaporthaceae.   Inga underarter finns listade i Catalogue of Life.